# Condado de Clark (Washington)
El condado de Clark es uno de los 39 condados del estado estadounidense de Washington.

## Localidades

### Ciudades y pueblos
- Battle Ground
- Camas
- La Center
- Ridgefield
- Vancouver
- Washougal
- Woodland (parcialmente en el condado de Clark, pero principalmente en el condado de Cowlitz)
- Yacolt

### Lugares designados por el censo
- Amboy
- Barberton
- Brush Prairie
- Cherry Grove
- Dollars Corner
- Duluth
- Felida
- Fern Prairie
- Five Corners
- Hazel Dell, en la cual la Oficina del Censo de los Estados Unidos las divide en dos secciones:
  - Hazel Dell North
  - Hazel Dell South
- Hockinson
- Lake Shore
- Lewisville
- Meadow Glade
- Mill Plain
- Minnehaha
- Mount Vista
- Orchards
- Salmon Creek
- Venersborg
- Walnut Grove

## Áreas no incorporadas
- Chelatchie
- Heisson
- Sifton